# Inga flexuosa
Inga flexuosa là một loài thực vật có hoa trong họ Đậu. Loài này được J. Graham miêu tả khoa học đầu tiên năm 1831.